# Van Spengler

Van Spengler (ook: Spengler en Cox van Spengler) is een geslacht waarvan een tak sinds 1816 tot de Nederlandse adel behoort en andere takken niet in de adel zijn opgenomen.

## Geschiedenis
De stamreeks begint met Johann Spengelaer, die ritmeester in de Republiek der Nederlanden werd en in 1671 overleed. Nageslacht diende vooral in het leger en enkelen van hen namen in de Nederlanden bestuursfuncties op. Bij Koninklijk Besluit van 20 februari 1816 (nr. 66) werd Johannes Gerhardus (van) Spengler (1749-1829) verheven in de Nederlandse adel en werd zo de stamvader van de adellijke tak.
In 1953 werd een genealogie met ook de niet-adellijke telgen opgenomen in het Nederland's Patriciaat.

## Enkele telgen
Laurens Spengler (1677-1730), burgemeester van Zaltbommel
- Johan Carel Spengler (1716-1789), generaal-majoor
  - Laurens Spengler, heer van Overhage (1741-1811), schout-bij-nacht en maire van Cuijk
    - Wilhelm August Spengler (1770-1831),  marineofficier en gouverneur van St. Eustatius, St. Maarten en Saba
    - Laurens Louis Spengler (1775-1842), maire van Bemmel, later schout-bij-nacht

  - Jhr. Johannes Gerhardus Spengler, heer van Engbergen (1749-1829), officier in Statendienst; in 1816 verheven in de Nederlandse adel
    - Jhr. Johannes Theodorus van Spengler (1790-1856), luitenant-generaal en minister
    - Jhr. Willem Frederik van Spengler (1797-1877), lid Provinciale Staten van Overijssel en gemeenteraadslid van Kampen
      - Jhr. Albertus Laurens van Spengler (1831-1896), rijksontvanger
        - Jhr. Willem Frederik van Spengler (1878-1958), burgemeester
        - Jhr. Albertus Lourens van Spengler (1885-1957), burgemeester

  - Gerrit Spengler (1752-1812), kolonel-ingenieur in Russische dienst
- Jacob Spengler (1720-1797), officier cavalerie
  - Johan Heinrich Rudolf Spengler (1762-1845), burgemeester van Tetz
    - Frederik Herman Spengler (1795-1865), lid Provinciale Staten van Utrecht en burgemeester van De Bilt
      - Mr. Johan Albert Spengler (1838-1872),  burgemeester van Breukelen-Nijenrode

  - Johannes Cornelis Spengler (1765-1837), agent Nederlandse Handel Maatschappij
    - Gulian Cornelis Spengler (1806-1853), assuradeur en koopman
      - Rudolf August Marie Spengler (1846-1916), majoor artillerie, daarna secretaris voor de Zaken van Weldadigheid van Koningin Emma
        - Rudolf Spengler (1875-1955), marine-officier

Geslachten die opgenomen zijn in het sinds 1910 verschijnende genealogische naslagwerk Nederland's Patriciaat. Lijst volgens opgave van het CBG Centrum voor familiegeschiedenis.
A · B · C · D · E · F · G · H · I · J · K · L · M · N · O · P · Q · R · S · T · U · V · W · Y · Z